# Hamo Sahyan
Hamo Sahyan, en arménien : Համո Սահյան, né le 14 avril 1914 à Lor et mort le 17 juillet 1993 à Erevan, est un poète arménien.
Il est enterré au Panthéon Komitas à Erevan

## Biographie
En 1939, Sahyan est diplômé de l'institut pédagogique de Bakou. En 1941, il a déménagé à Erevan, puis sert dans la marine soviétique pendant la Seconde Guerre mondiale. Il a par la suite travaillé dans les journaux Avangard, Vozni et Grakan tert.
La première collection de ses poèmes fut publiée en 1946. Sahyan fut récompensé par le Prix d'Etat d'Arménie pour son livre Sezam, batsvir (1972).